# Skins – Hautnah/Episodenliste
Die Liste der Episoden von Skins – Hautnah enthält alle Episoden der britischen Fernsehserie Skins – Hautnah, sortiert nach der britischen Erstausstrahlung. Zwischen 2007 und 2013 entstanden in sieben Staffeln insgesamt 61 Episoden mit einer Länge von jeweils etwa 47 Minuten.

## Übersicht
| Staffel | Episodenanzahl | Erstausstrahlung UK | Erstausstrahlung UK | Deutschsprachige Erstausstrahlung | Deutschsprachige Erstausstrahlung |
| Staffel | Episodenanzahl | Staffelpremiere     | Staffelfinale       | Staffelpremiere                   | Staffelfinale                     |
| ------- | -------------- | ------------------- | ------------------- | --------------------------------- | --------------------------------- |
| 1       | 9              | 25. Januar 2007     | 22. März 2007       | 20. August 2009                   | 15. Oktober 2009                  |
| 2       | 10             | 11. Februar 2008    | 14. April 2008      | 22. Oktober 2009                  | 25. Dezember 2009                 |
| 3       | 10             | 22. Januar 2009     | 26. März 2009       | 7. Januar 2010                    | 16. März 2010                     |
| 4       | 8              | 28. Januar 2010     | 18. März 2010       | 24. November 2015                 | 24. November 2015                 |
| 5       | 8              | 27. Januar 2011     | 17. März 2011       | 24. November 2015                 | 24. November 2015                 |
| 6       | 10             | 23. Januar 2012     | 26. März 2012       | 15. Dezember 2015                 | 15. Dezember 2015                 |
| 7       | 6              | 1. Juli 2013        | 5. August 2013      | 15. Dezember 2015                 | 15. Dezember 2015                 |

## Staffel 1
| Nummer (gesamt) | Nummer (Staffel) | Originaltitel    | Deutscher Titel  | Erstausstrahlung UK | Erstausstrahlung Deutschland | Zentriert auf                   | Regisseur    | Drehbuchautor(en)            |
| --------------- | ---------------- | ---------------- | ---------------- | ------------------- | ---------------------------- | ------------------------------- | ------------ | ---------------------------- |
| 01              | 01               | Tony             | Tony             | 25. Jan. 2007       | 20. Aug. 2009                | Tony Stonem                     | Paul Gay     | Bryan Elsley                 |
| 02              | 02               | Cassie           | Cassie           | 1. Feb. 2007        | 27. Aug. 2009                | Cassie Ainsworth                | Paul Gay     | Bryan Elsley                 |
| 03              | 03               | Jal              | Jal              | 8. Feb. 2007        | 3. Sep. 2009                 | Jal Fazer                       | Adam Smith   | Bryan Elsley                 |
| 04              | 04               | Chris            | Chris            | 15. Feb. 2007       | 10. Sep. 2009                | Chris Miles                     | Adam Smith   | Jack Thorne                  |
| 05              | 05               | Sid              | Sid              | 22. Feb. 2007       | 17. Sep. 2009                | Sid Jenkins                     | Minkie Spiro | Jamie Brittain               |
| 06              | 06               | Maxxie and Anwar | Maxxie und Anwar | 1. März 2007        | 24. Sep. 2009                | Maxxie Oliver und Anwar Kharral | Chris Clough | Simon Amstell & Ben Schiffer |
| 07              | 07               | Michelle         | Michelle         | 8. März 2007        | 1. Okt. 2009                 | Michelle Richardson             | Minkie Spiro | Bryan Elsley                 |
| 08              | 08               | Effy             | Effy             | 15. März 2007       | 8. Okt. 2009                 | Elizabeth „Effy“ Stonem         | Adam Smith   | Jack Thorne                  |
| 09              | 09               | Series Finale    | Party            | 22. März 2007       | 15. Okt. 2009                | Alle                            | Adam Smith   | Bryan Elsley                 |

## Staffel 2
| Nummer (gesamt) | Nummer (Staffel) | Originaltitel   | Deutscher Titel | Erstausstrahlung UK | Erstausstrahlung Deutschland | Zentriert auf                 | Regisseur      | Drehbuchautor(en) |
| --------------- | ---------------- | --------------- | --------------- | ------------------- | ---------------------------- | ----------------------------- | -------------- | ----------------- |
| 010             | 01               | Tony and Maxxie | Tony und Maxxie | 11. Feb. 2008       | 22. Okt. 2009                | Tony Stonem und Maxxie Oliver | Aysha Rafaele  | Bryan Elsley      |
| 011             | 02               | Sketch          | Sketch          | 18. Feb. 2008       | 29. Okt. 2009                | Sketch                        | Aysha Rafaele  | Jack Thorne       |
| 012             | 03               | Sid             | Mark            | 25. Feb. 2008       | 5. Nov. 2009                 | Sid Jenkins                   | Simon Massey   | Bryan Elsley      |
| 013             | 04               | Michelle        | Scarlett        | 3. Aug. 2008        | 12. Nov. 2009                | Michelle Richardson           | Simon Massey   | Sally Tatchell    |
| 014             | 05               | Chris           | Chris und Jal   | 10. März 2008       | 19. Nov. 2009                | Chris Miles                   | Harry Enfield  | Ben Schiffer      |
| 015             | 06               | Tony            | Erwachen        | 17. März 2008       | 26. Nov. 2009                | Tony Stonem                   | Harry Enfield  | Jamie Brittain    |
| 016             | 07               | Effy            | Emotionen       | 24. März 2008       | 3. Dez. 2009                 | Elizabeth „Effy“ Stonem       | Simon Massey   | Lucy Kirkwood     |
| 017             | 08               | Jal             | Prüfungen       | 31. März 2008       | 10. Dez. 2009                | Jal Fazer                     | Simon Massey   | Daniel Kaluuya    |
| 018             | 09               | Cassie          | Flucht          | 7. Apr. 2008        | 17. Dez. 2009                | Cassie Ainsworth              | Charles Martin | Bryan Elsley      |
| 019             | 010              | Everyone        | Abschied        | 14. Apr. 2008       | 25. Dez. 2009                | Alle                          | Charles Martin | Jack Thorne       |

## Staffel 3
| Nummer (gesamt) | Nummer (Staffel) | Originaltitel   | Deutscher Titel | Erstausstrahlung UK | Erstausstrahlung Deutschland | Zentriert auf               | Regisseur      | Drehbuchautor(en)             |
| --------------- | ---------------- | --------------- | --------------- | ------------------- | ---------------------------- | --------------------------- | -------------- | ----------------------------- |
| 020             | 01               | Everyone        | Neue Leute      | 22. Jan. 2009       | 7. Jan. 2010                 | Alle                        | Charles Martin | Bryan Elsley                  |
| 021             | 02               | Cook            | Cook            | 29. Jan. 2009       | 14. Jan. 2010                | James Cook                  | Simon Massey   | Jamie Brittain                |
| 022             | 03               | Thomas          | Thomas          | 5. Feb. 2009        | 21. Jan. 2010                | Thomas Tomone               | Simon Massey   | Daniel Kaluuya & Bryan Elsley |
| 023             | 04               | Pandora         | Pandora         | 12. Feb. 2009       | 28. Jan. 2010                | Pandora Moon                | Simon Massey   | Georgia Lester & Bryan Elsley |
| 024             | 05               | Freddie         | Freddie         | 19. Feb. 2009       | 9. Feb. 2010                 | Freddie McLair              | Charles Martin | Ben Schiffer                  |
| 025             | 06               | Naomi           | Naomi           | 26. Feb. 2009       | 16. Feb. 2010                | Naomi Campbell              | Simon Massey   | Atiha Sen Gupta & Jack Thorne |
| 026             | 07               | JJ              | JJ              | 5. März 2009        | 23. Feb. 2010                | Jonah Jeremiah „JJ“ Jones   | Charles Martin | Bryan Elsley                  |
| 027             | 08               | Effy            | Der Ausflug     | 12. März 2009       | 2. März 2010                 | Elizabeth „Effy“ Stonem     | Charles Martin | Lucy Kirkwood                 |
| 028             | 09               | Katie and Emily | Katie und Emily | 19. März 2009       | 9. März 2010                 | Emily Fitch und Katie Fitch | Charles Martin | Malcolm Campbell              |
| 029             | 010              | Finale          | Am Ende         | 26. März 2009       | 16. März 2010                | Effy, Cook, Freddie und JJ  | Simon Massey   | Ben Schiffer                  |

## Staffel 4
| Nummer (gesamt) | Nummer (Staffel) | Originaltitel | Deutscher Titel | Erstausstrahlung UK | Erstausstrahlung Deutschland | Zentriert auf             | Regisseur           | Drehbuchautor(en) |
| --------------- | ---------------- | ------------- | --------------- | ------------------- | ---------------------------- | ------------------------- | ------------------- | ----------------- |
| 030             | 01               | Thomas        | Thomas          | 28. Jan. 2010       | 24. Nov. 2015                | Thomas Tomone             | Neil Biswas         | Jamie Brittain    |
| 031             | 02               | Emily         | Emily           | 4. Feb. 2010        | 24. Nov. 2015                | Emily Fitch               | Philippa Langdale   | Ed Hime           |
| 032             | 03               | Cook          | Cook            | 11. Feb. 2010       | 24. Nov. 2015                | James Cook                | Philippa Langdale   | Ben Schiffer      |
| 033             | 04               | Katie         | Katie           | 18. Feb. 2010       | 24. Nov. 2015                | Katie Fitch               | Neil Biswas         | Georgia Lester    |
| 034             | 05               | Freddie       | Freddie         | 25. Feb. 2010       | 24. Nov. 2015                | Freddie McLair            | Esther May Campbell | Sean Buckley      |
| 035             | 06               | JJ            | JJ              | 4. März 2010        | 24. Nov. 2015                | Jonah Jeremiah „JJ“ Jones | Esther May Campbell | Lucy Kirkwood     |
| 036             | 07               | Effy          | Effy            | 11. März 2010       | 24. Nov. 2015                | Elizabeth „Effy“ Stonem   | Daniel O’Hara       | Jamie Brittain    |
| 037             | 08               | Everyone      | Everyone        | 18. März 2010       | 24. Nov. 2015                | Alle                      | Daniel O’Hara       | Bryan Elsley      |

## Staffel 5
| Nummer (gesamt) | Nummer (Staffel) | Originaltitel | Deutscher Titel | Erstausstrahlung UK | Erstausstrahlung Deutschland | Zentriert auf       | Regisseur         | Drehbuchautor(en) |
| --------------- | ---------------- | ------------- | --------------- | ------------------- | ---------------------------- | ------------------- | ----------------- | ----------------- |
| 038             | 01               | Franky        | Franky          | 27. Jan. 2011       | 24. Nov. 2015                | Franky Fitzgerald   | Amanda Boyle      | Sean Buckley      |
| 039             | 02               | Rich          | Rich            | 3. Feb. 2011        | 24. Nov. 2015                | Rich Hardbeck       | Philippa Langdale | Jamie Brittain    |
| 040             | 03               | Mini          | Mini            | 10. Feb. 2011       | 24. Nov. 2015                | Mini McGuinness     | Philippa Langdale | Georgia Lester    |
| 041             | 04               | Liv           | Liv             | 17. Feb. 2011       | 24. Nov. 2015                | Olivia „Liv“ Malone | Amanda Boyle      | Ed Hime           |
| 042             | 05               | Nick          | Nick            | 24. Feb. 2011       | 24. Nov. 2015                | Nick Levan          | Jack Clough       | Geoff Bussetil    |
| 043             | 06               | Alo           | Alo             | 3. März 2011        | 24. Nov. 2015                | Aloysius Creevey    | Jack Clough       | Daniel Lovett     |
| 044             | 07               | Grace         | Grace           | 10. März 2011       | 24. Nov. 2015                | Grace Violet        | Dominic Leclerc   | Jamie Brittain    |
| 045             | 08               | Everyone      | Everyone        | 17. März 2011       | 24. Nov. 2015                | Alle                | Dominic Leclerc   | Sean Buckley      |

## Staffel 6
| Nummer (gesamt) | Nummer (Staffel) | Originaltitel   | Deutscher Titel | Erstausstrahlung UK | Erstausstrahlung Deutschland | Zentriert auf                         | Regisseur      | Drehbuchautor(en)       |
| --------------- | ---------------- | --------------- | --------------- | ------------------- | ---------------------------- | ------------------------------------- | -------------- | ----------------------- |
| 046             | 01               | Everyone        | Everyone        | 23. Jan. 2012       | 15. Dez. 2015                | Alle                                  | Jack Clough    | Bryan Elsley            |
| 047             | 02               | Rich            | Rich            | 30. Jan. 2012       | 15. Dez. 2015                | Rich Hardbeck                         | Samuel Donovan | Daniel Lovett           |
| 048             | 03               | Alex            | Alex            | 6. Feb. 2012        | 15. Dez. 2015                | Alex Henley                           | Samuel Donovan | Bryan Elsley            |
| 049             | 04               | Franky          | Franky          | 13. Feb. 2012       | 15. Dez. 2015                | Franky Fitzgerald                     | Ian Barnes     | Sean Buckley            |
| 050             | 05               | Mini            | Mini            | 20. Feb. 2012       | 15. Dez. 2015                | Mini McGuinness                       | Ian Barnes     | Jess Brittain           |
| 051             | 06               | Nick            | Nick            | 27. Feb. 2012       | 15. Dez. 2015                | Nick Levan                            | Jack Clough    | Jess Brittain           |
| 052             | 07               | Alo             | Alo             | 5. März 2012        | 15. Dez. 2015                | Alo Creevey                           | Ben Caron      | Laura Hunter            |
| 053             | 08               | Liv             | Liv             | 12. März 2012       | 15. Dez. 2015                | Liv Malone                            | Ben Caron      | Ben Bond & Bryan Elsley |
| 054             | 09               | Mini and Franky | Mini und Franky | 19. März 2012       | 15. Dez. 2015                | Mini McGuinness und Franky Fitzgerald | Ian Barnes     | Jess Brittain           |
| 055             | 010              | Finale          | Finale          | 26. März 2012       | 15. Dez. 2015                | Alle                                  | Ben Caron      | Georgia Lester          |

## Staffel 7
| Nummer (gesamt) | Nummer (Staffel) | Originaltitel  | Deutscher Titel | Erstausstrahlung UK | Erstausstrahlung Deutschland | Zentriert auf           | Regisseur      | Drehbuchautor(en) |
| --------------- | ---------------- | -------------- | --------------- | ------------------- | ---------------------------- | ----------------------- | -------------- | ----------------- |
| 056             | 01               | Skins Fire (1) | Fire (I)        | 1. Juli 2013        | 15. Dez. 2015                | Elizabeth „Effy“ Stonem | Charles Martin | Jess Brittain     |
| 057             | 02               | Skins Fire (2) | Fire (II)       | 8. Juli 2013        | 15. Dez. 2015                | Elizabeth „Effy“ Stonem | Charles Martin | Jess Brittain     |
| 058             | 03               | Skins Pure (1) | Pure (I)        | 15. Juli 2013       | 15. Dez. 2015                | Cassie Ainsworth        | Paul Gay       | Bryan Elsley      |
| 059             | 04               | Skins Pure (2) | Pure (II)       | 22. Juli 2013       | 15. Dez. 2015                | Cassie Ainsworth        | Paul Gay       | Bryan Elsley      |
| 060             | 05               | Skins Rise (1) | Rise (I)        | 29. Juli 2013       | 15. Dez. 2015                | James Cook              | Jack Clough    | Jamie Brittain    |
| 061             | 06               | Skins Rise (2) | Rise (II)       | 5. Aug. 2013        | 15. Dez. 2015                | James Cook              | Jack Clough    | Jamie Brittain    |

## Specials
| Nummer (gesamt) | Nummer (Staffel) | Originaltitel | Deutscher Titel | Erstausstrahlung UK | Erstausstrahlung Deutschland | Zentriert auf | Regisseur   | Drehbuchautor(en) |
| --------------- | ---------------- | ------------- | --------------- | ------------------- | ---------------------------- | ------------- | ----------- | ----------------- |
| 01              | 01               | Secret Party  | –               | 10. Sep. 2007       | –                            | Chris Miles   | Owen Harris | Max Gogarty       |

## Unseen Skins – Staffel 1
| Nummer (gesamt) | Nummer (Staffel) | Originaltitel                            | Dazugehörige Episode |
| --------------- | ---------------- | ---------------------------------------- | -------------------- |
| 01              | 01               | I Mostly Do                              | Tony                 |
| 02              | 02               | Careers Advice                           | Cassie               |
| 03              | 03               | Shoot ’Em Up Bang Bang Props to the Hood | Jal                  |
| 04              | 04               | A Friend in Need                         | Chris                |
| 05              | 05               | Careers Advice II                        | Sid                  |
| 06              | 06               | To Russia With Love…                     | Maxxie and Anwar     |
| 07              | 07               | The Cat & the Duck                       | Michelle             |
| 08              | 08               | Pop                                      | Effy                 |
| 09              | 09               | Bye                                      | Series Finale        |

## Unseen Skins – Staffel 2
| Nummer (gesamt) | Nummer (Staffel) | Originaltitel                                 | Dazugehörige Episode |
| --------------- | ---------------- | --------------------------------------------- | -------------------- |
| 010             | 01               | Abigail’s Video Diary                         | Tony and Maxxie      |
| 011             | 02               | Auditions                                     | Tony and Maxxie      |
| 012             | 03               | Michelle’s Dating Video                       | Sketch               |
| 013             | 04               | Anwar and Sketch’s Date                       | Sid                  |
| 014             | 05               | Sketch’s Video Diary                          | Michelle             |
| 015             | 06               | Tony’s Nightmare                              | Chris                |
| 016             | 07               | Anwar’s Second Dating Blog: Sketch            | Chris                |
| 017             | 08               | Cassandra                                     | Tony                 |
| 018             | 09               | A Cycological Romance – When Maxxie Met James | Effy                 |
| 019             | 010              | Chris’s Final Message                         | Cassie               |

## Unseen Skins – Staffel 3
| Nummer (gesamt) | Nummer (Staffel) | Originaltitel        |
| --------------- | ---------------- | -------------------- |
| 020             | 01               | Wurst Case Scenario  |
| 021             | 02               | Last Bus             |
| 022             | 03               | Welcome to Roundview |
| 023             | 04               | The Pact             |

## Videotagebücher – Erste Generation
| Nummer (gesamt) | Nummer (Staffel) | Originaltitel              |
| --------------- | ---------------- | -------------------------- |
| 01              | 01               | Jal’s Video Diary          |
| 02              | 02               | Chris’s Video Diary        |
| 03              | 03               | Abigail’s Video Diary      |
| 04              | 04               | Effy’s Video Diary         |
| 05              | 05               | Maxxie’s Video Diary       |
| 06              | 06               | Michelle’s Video Diary     |
| 07              | 07               | Posh Kenneth’s Video Diary |
| 08              | 08               | Tony’s Video Diary         |
| 09              | 09               | Sid’s Video Diary          |
| 010             | 010              | Anwar’s Video Diary        |
| 011             | 011              | Cassie’s Video Diary       |

## Videotagebücher – Zweite Generation
| Nummer (gesamt) | Nummer (Staffel) | Originaltitel         | Dazugehörige Episode |
| --------------- | ---------------- | --------------------- | -------------------- |
| 012             | 01               | JJ’s Video Diary      | Everyone             |
| 013             | 02               | Naomi’s Video Diary   | Cook                 |
| 014             | 03               | Pandora’s Video Diary | Thomas               |
| 015             | 04               | Freddie’s Video Diary | Pandora              |
| 016             | 05               | Karen’s Video Diary   | Freddie              |
| 017             | 06               | Cook’s Video Diary    | Naomi                |
| 018             | 07               | Katie’s Video Diary   | JJ                   |
| 019             | 08               | Emily’s Video Diary   | Effy                 |
| 020             | 09               | Effy’s Video Diary    | Katie and Emily      |
| 021             | 010              | Thomas’s Video Diary  | Finale               |

## The Lost Weeks
Um einen Einblick in das Leben der Charaktere zwischen der ersten und zweiten Staffel zu geben, wurden eine Reihe von Videos mit dem Namen „The Lost Weeks“ exklusiv auf E4.com veröffentlicht:
| Nummer (gesamt) | Nummer (Staffel) | Originaltitel             |
| --------------- | ---------------- | ------------------------- |
| 01              | 01               | Effy’s Video Diary        |
| 02              | 02               | Skins Christmas Special   |
| 03              | 03               | Michelle’s Video Diary    |
| 04              | 04               | Sid’s Message to Tony     |
| 05              | 05               | Cassie Hearts Sid         |
| 06              | 06               | Posh Kenneth Has a Secret |
| 07              | 07               | Sid’s Bedside Vigil       |
| 08              | 08               | Anwar’s Video Diary       |
| 09              | 09               | Chris’ Message to Angie   |
| 010             | 010              | Messages to Tony          |